# Hester van de Grift
Hester van de Grift (Heemskerk, 23 december 1968) is een Nederlands illustratrice.
Na een jaar Pabo ging ze van 1994 tot 1998 naar de Kunstacademie in Utrecht en volgde daar de richting Illustratieve Vormgeving. Ze studeerde af met illustraties bij gedichten voor kinderen.
Van de Grift ging na haar studie aan het werk als freelance illustrator in Arnhem en tekende voor diverse uitgeverijen. Haar oude liefde voor paarden komt terug in het werk voor Bit, een paardenmagazine waar ze opinieartikelen illustreert. Ze heeft voor educatieve uitgeverijen aan diverse lesmethoden gewerkt. Bij uitgeverij De Inktvis illustreerde ze inmiddels drie leesboeken in de Kokkelreeks, een serie spannende boeken voor kinderen met leesproblemen.
Van de Grift woont met man en dochter in Arnhem.
- International Standard Name Identifier: 0000 0003 6880 1958
- Nederlandse Thesaurus van Auteursnamen: 186627610
- Virtual International Authority File: 280997990